# Agustí Monguilod i Andreu
Agustí Monguilod i Andreu (Torroella de Montgrí, 30 de setembre del 1918 - 4 de maig del 2005) va ser un músic, excel·lent instrumentista de tenora i de violí que tocà a la cobla-orquestra Els Montgrins durant trenta-cinc anys (1944-1979).

## Biografia
Procedia de família de músics, com el seu oncle Ricard que tocà el fiscorn a cobles de tanta anomenada com "La Principal de la Bisbal" i la "cobla Perpinyà". L'Agustí rebé les primeres lliçons de música d'un convilatà, Vicenç Bou, i les amplià estudiant violí amb els mestres Vallespí i Poch. El seu instrument principal, però, fou la tenora, que li ensenyà el cervianenc Lluís Cotxo i Güell.
Començà a tocar el violí i el clarinet en un tercet que acompanyava les sessions de cinema mut a Rupià. Acabada la guerra civil espanyola, amb el futur compositor Martirià Font i altres joves músics fundà el conjunt «La Victòria», a Verges. Poc després, i com ja havia fet el seu oncle, l'Agustí s'incorporà a l'«Emporitana» de Verges (1936-1937), on tocà el violí i la tenora. Després de tocar a la cobla Caravana (1942-1947), fou sol·licitat per entrar als Montgrins, on tocà la resta de la seva carrera fins a plegar-ne el 1979. De la famosa cobla-orquestra en fou primer tenora i violí primer durant dècades, fins que el rellevà un altre gran músic, Josep Gispert; també, i fins al 1967, l'Agustí s'encarregà de l'arxiu i no es retirà de la cobla sense abans haver tocat un temps el flabiol. Amb tot, no es jubilà pas en fer els seixanta anys: tocà a la cobla «Màxims» d'Amer cinc anys, de 1979 a 1983, feu tres anys més a la cobla «Baix Empordà» (1984-1986), uns mesos a la cobla-orquestra «Perpinyà» i els darrers tres anys de carrera els feu a la cobla "la Pirinenca", de la Catalunya del Nord; un cop jubilat, amb 73 anys encara tocava la tenora a «la Principal del Rosselló». Alternà les actuacions en cobla amb la direcció de la coral de Rupià (1988-1996), la "Coral del Recer" de Torroella (1992-2004) i, fent de solistes amb Ricard Parés, actuacions a l'Orquestra Simfónica de Girona que dirigia Lluís Albert i a l'Orquesta de Cambra de Girona fins al 1999.
Va ser també professor de música, amb diversos deixebles, com el futur violinista Joan Calsina. Finalment, en les seves hores lliures fabricava canyes per a embocadures de tenora, tible i gralla.

Per les seves qualitats com a solista, en Ramon Vilà li va dedicar la sardana obligada de tenora Adéu, Genís, de què en Monguilod en va fer una autèntica creació i un motiu d'orgull per als Montgrins. En reconeixement de les seves qualitats i la seva carrera, l'ajuntament de Torroella el distingí el 1999 amb la Medalla del Montgrí, i la ciutat de Girona li dedicà un homenatge el 1999, definint la seva obra com 
| «                                      | Per la dedicació i entrega a la música, creant diversió, memòria i sensibilitat en els altres | » |
| — Cristina Pallí, Els músics Monguilod |                                                                                               |   |

El seu fill, Juli Monguilod i la seva neta Cèlia Pallí han fet també carrera com a músics.

## Enregistraments de lluïment d'Agustí Monguilod

### A la tenora
- Adéu Genís, de Ramon Vilà Els Montgrins. Adéu Genís.  Madrid: RCA Española, 1958. Ref. 3L14003[8]
- Francesca, de Joaquim Vallespí Els Montgrins. Sardanas.  Madrid: RCA Española, 1959. Ref 3L14005
- Quan l'amor neix, de Narcís Costa, i Adéu, Genís Els Montgrins. 150 anys de la tenora: els nostres tenoristes.  Barcelona: Discmedi, 2000 (Sempres sardanes; 3). Ref. DM-48802 Blau

### Al violí
- Orquestra de Cambra de Girona. Música catalana : 6 compositors.  Barcelona: Àudiovisuals de Sarrià, 1991. Ref. 211311 Conté Andante cantabile i Minuet, d'Antoni Soler; Impressions simfòniques, fragment final, de Juli Garreta; Zailan, d'Albert Cotó; Valèria, d'Antoni Agramont; Gavota-Pizzicato, d'Enric Masana; Suite clàssica catalana, de Lluís Albert